# アメンドラーラ
アメンドラーラ（イタリア語: Amendolara）は、イタリア共和国カラブリア州コゼンツァ県にある、人口約2,900人の基礎自治体（コムーネ）。

## 地理

### 位置・広がり

#### 隣接コムーネ
隣接するコムーネは以下の通り。
- アルビドーナ
- カストロレージョ
- オリオーロ
- ロゼート・カーポ・スプーリコ

## 行政

### 分離集落
アメンドラーラには、以下の分離集落（フラツィオーネ）がある。
- Marina, Colfari, Tarianni, Fragalizzi, Pietrastoppa, Falconara, Straface, Stillitano, Masseria Galluzzo, Palamaro, San Giovanni, Gabriele, Camodeca